# 南洲駅
南洲駅（なんしゅう-えき）は、中華人民共和国広東省広州市海珠区東暁南路と南洲路の交差点、海珠客運站の近くに位置する広州地下鉄2号線及び広仏地下鉄（広仏線）の駅である。

## 歴史
- 2010年9月25日：2号線の駅として開業[1]。
- 2018年12月28日：広仏地下鉄（広仏線）の開業により乗り換え駅となる[2]。

## 駅構造
両線とも島式ホーム1面2線を有する地下駅。2号線ホームは東暁南路りの、広仏線ホームは南洲路りの地下にある。

### のりば
| 番線                    | 路線     | 行先                |
| ----------------------- | -------- | ------------------- |
| 2号線ホーム（地下3階）  |          |                     |
| 1                       | ■ 2号線  | 嘉禾望崗方面        |
| 2                       | ■ 2号線  | 広州南駅方面        |
| 広仏線ホーム（地下2階） |          |                     |
| 3                       | ■ 広仏線 | 瀝滘方面            |
| 4                       | ■ 広仏線 | 仏山市街 新城東方面 |

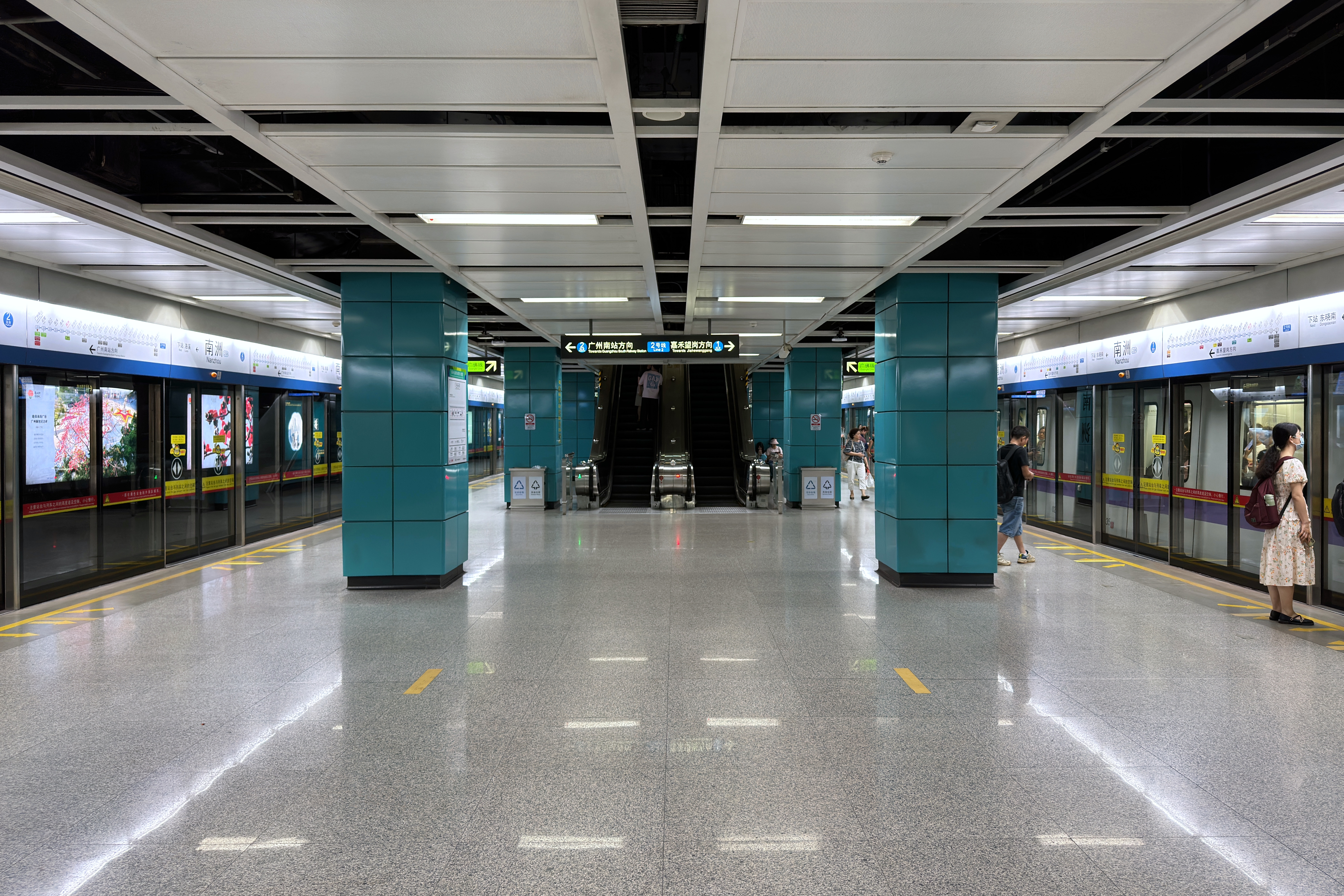
2号線ホーム
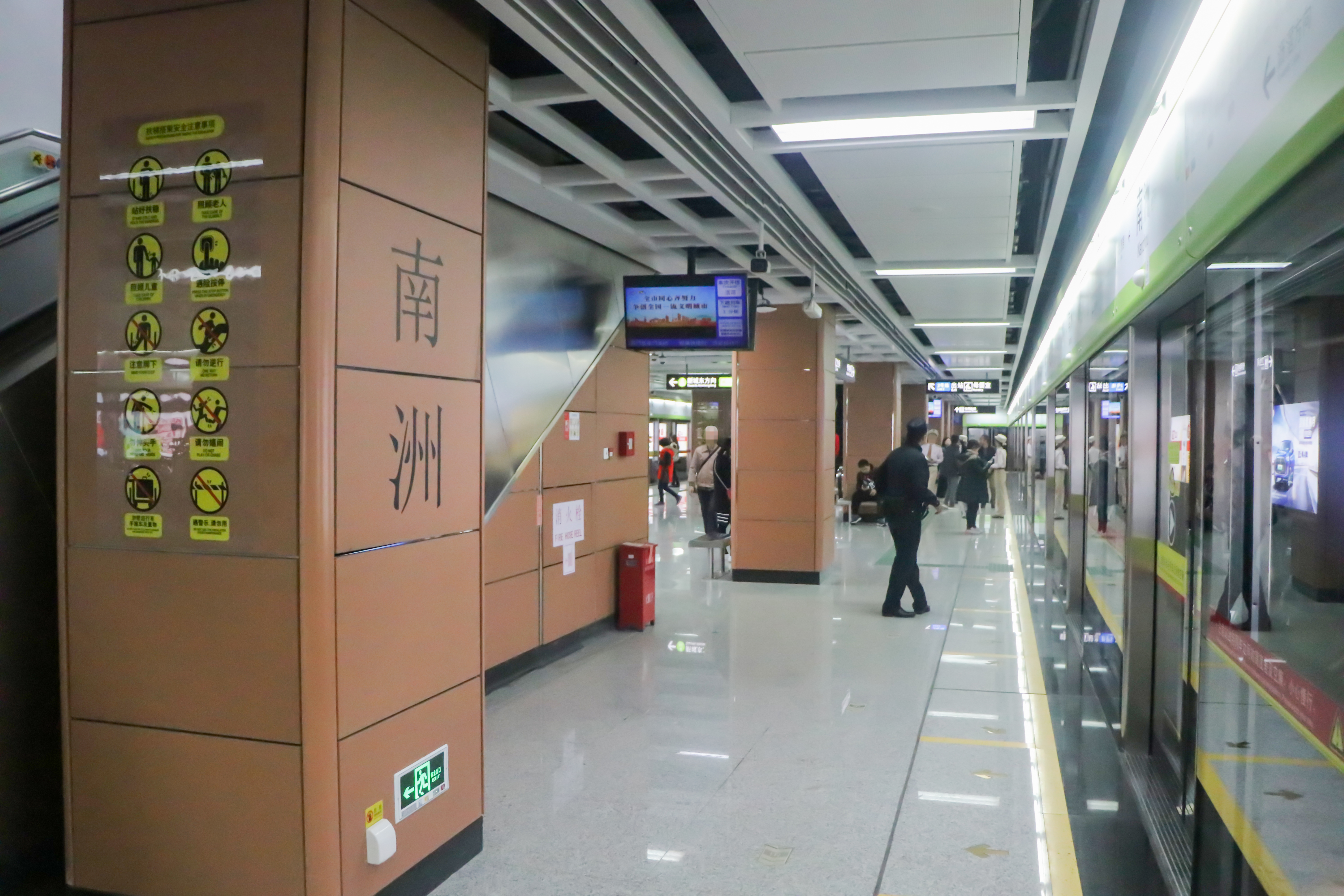
広仏線ホーム
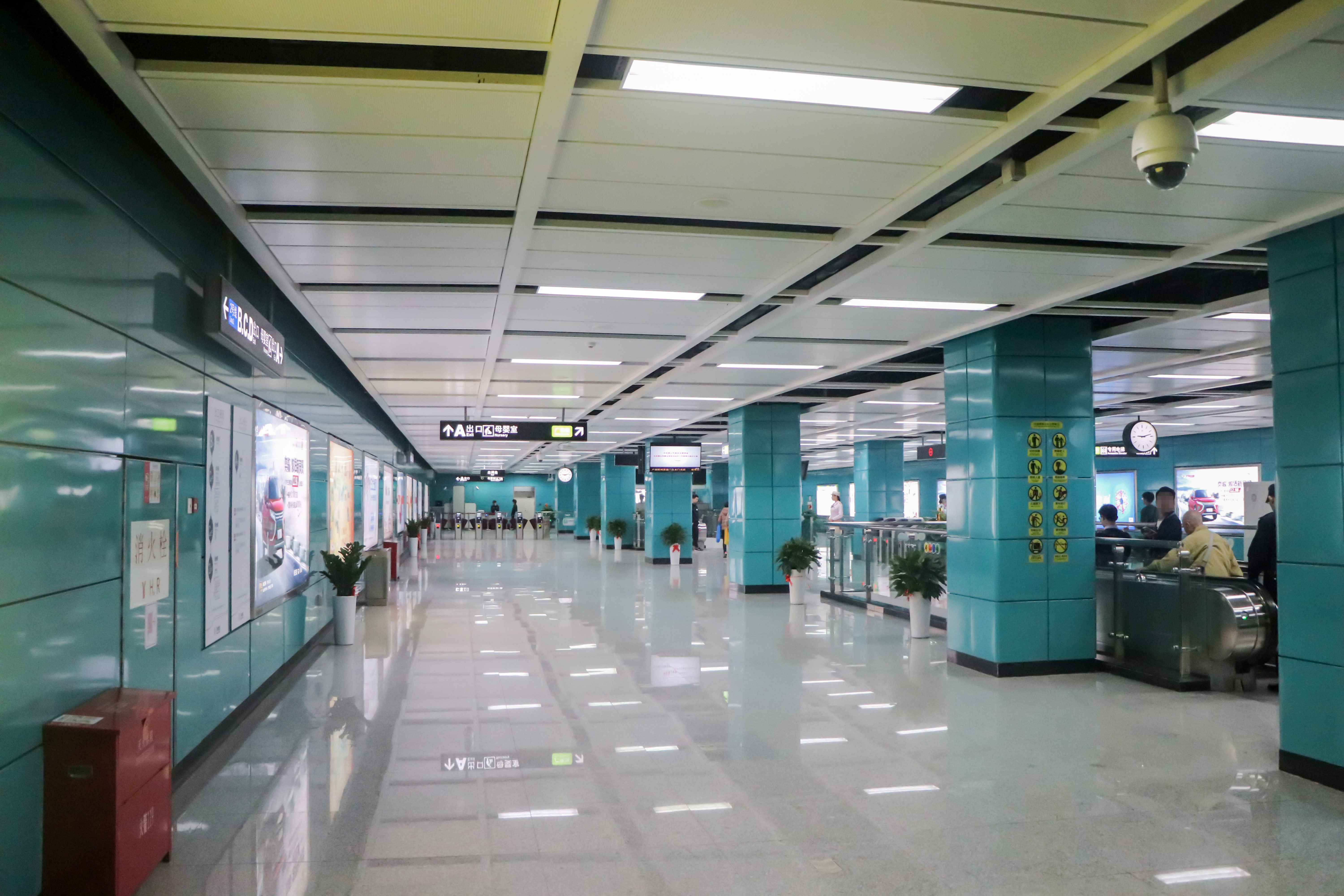
広仏線コンコース

## 駅周辺
- 広州白雲山星群股份有限公司
- 僑建ビル
- 南洲商業広場
- 海珠客運站
- 裕恵苑
- 愛都銘軒
- 西滘村
- 芳草軒
- 中海観雲府
- 南洲名苑

## 隣の駅
広州地下鉄
■ 2号線
洛渓駅 205 - 南洲駅 206 - 東暁南駅 207
■ 広仏線
石渓駅 GF23 - 南洲駅 GF24 - 瀝滘駅 GF25